# 이가 철도
이가 철도 주식회사(일본어: 伊賀鉄道 株式会社)는 일본 미에현의 철도 기업이다.
긴키 닛폰 철도(긴테쓰) 이가 선을 계승하기 위하여 2007년에 설립되었다. 긴테쓰의 자회사이기도 하다.

## 역사
- 2007년
  - 3월 26일: 설립.
  - 10월 1일: 이가 선을 계승, 영업 개시.

## 보유 노선
- 이가 선: 이가우에노 ~ 이가칸베, 16.6 km

## 보유 차량
- 200계(ja)

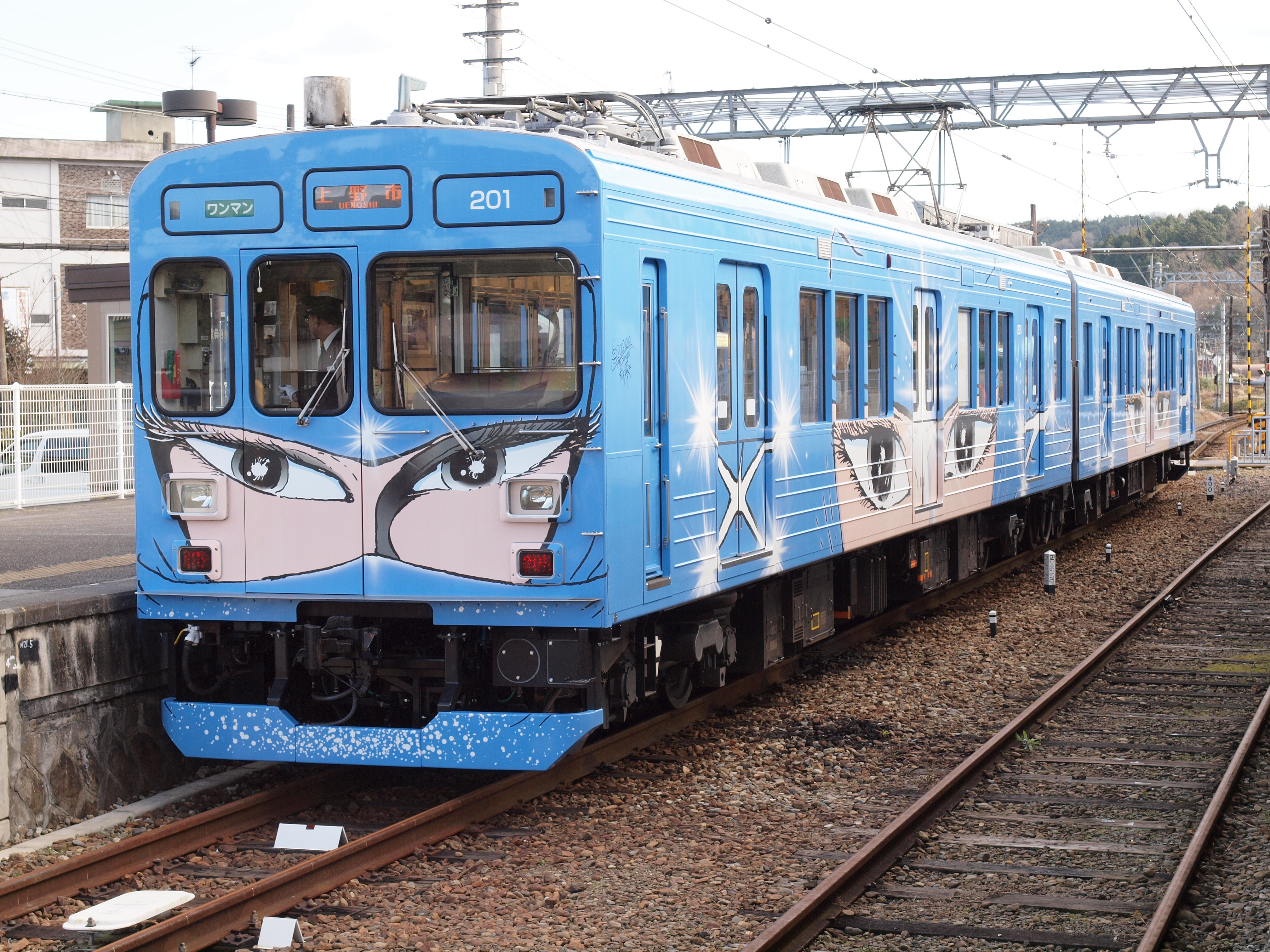
200계

## 같이 보기
- 요로 철도: 긴테쓰의 노선이었던 요로 선을 운행하는 긴테쓰의 자회사
- 산기 철도: 긴테쓰의 노선이었던 호쿠세이 선을 운행하는 철도회사
- 욧카이치 아스나로 철도: 긴테쓰의 노선이었던 우쓰베 선과 하치오지 선을 운행하는 긴테쓰의 자회사